# Kajakarstwo na Letnich Igrzyskach Olimpijskich 2016 – K-1 200 m kobiet
K-1 200 metrów kobiet to jedna z konkurencji w kajakarstwie klasycznym rozgrywanych podczas Letnich Igrzysk Olimpijskich 2016. Kajakarze rywalizowali między 15 a 16 sierpnia na torze Lagoa Rodrigo de Freitas.

## Terminarz
Wszystkie godziny są podane w czasie brazylijskim (UTC-03:00)
| Data             | Godzina |            |
| ---------------- | ------- | ---------- |
| 15 sierpnia 2016 | 08:38   | Eliminacje |
| 15 sierpnia 2016 | 10:00   | Półfinały  |
| 16 sierpnia 2016 | 08:47   | Finały     |

## Wyniki

### Eliminacje
Sześć najlepszych zawodniczek z każdego biegu awansowało do półfinałów.
Bieg 1
| Pozycja | Zawodnik              | Czas   | Uwagi |
| ------- | --------------------- | ------ | ----- |
| 1       | Lisa Carrington       | 40.422 | Q     |
| 2       | Francisca Laia        | 41.368 | Q     |
| 3       | Natasa Douchev-Janics | 41.403 | Q     |
| 4       | Zhou Yu               | 42.187 | Q     |
| 5       | Olivera Moldovan      | 43.339 | Q     |
| 6       | Marina Toribiong      | 48.913 | Q     |
| 7       | Menatalla Karim       | 49.596 |       |

Bieg 2
| Pozycja | Zawodnik               | Czas   | Uwagi |
| ------- | ---------------------- | ------ | ----- |
| 1       | Marta Walczykiewicz    | 40.263 | Q     |
| 2       | Špela Ponomarenko      | 40.387 | Q     |
| 3       | Andréanne Langlois     | 40.956 | Q     |
| 4       | Inna Klimowa           | 41.030 | Q     |
| 5       | Jess Walker            | 41.123 | Q     |
| 6       | Henriette Engel Hansen | 42.455 | Q     |
| 7       | Anne Cairns            | 43.652 |       |

Bieg 3
| Pozycja | Zawodnik          | Czas   | Uwagi |
| ------- | ----------------- | ------ | ----- |
| 1       | Sarah Guyot       | 40.317 | Q     |
| 2       | Linnea Stensils   | 40.828 | Q     |
| 3       | Teresa Portela    | 40.844 | Q     |
| 4       | Lasma Liepa       | 41.760 | Q     |
| 5       | Viktoria Schwarz  | 42.847 | Q     |
| 6       | Ana Paula Vergutz | 44.239 | Q     |
| 7       | Maggie Hogan      | 44.668 |       |

Bieg 4
| Pozycja | Zawodnik               | Czas   | Uwagi |
| ------- | ---------------------- | ------ | ----- |
| 1       | Inna Osypenko-Radomska | 40.702 | Q     |
| 2       | Martina Kholova        | 41.231 | Q     |
| 3       | Bridgitte Hartley      | 41.698 | Q     |
| 4       | Yusmari Mengana        | 41.701 | Q     |
| 5       | Conny Wassmuth         | 41.972 | Q     |
| 6       | Sabrina Ameghino       | 42.417 | Q     |
| 7       | Olga Umaraliewa        | 42.525 |       |

### Półfinały
Cztery najszybsze kajakarki z każdego półfinału awansowały do finału. Pozostałe awansowały do finału B.
Półfinał 1
| Pozycja | Zawodnik            | Czas   | Uwagi |
| ------- | ------------------- | ------ | ----- |
| 1       | Marta Walczykiewicz | 40.619 | FA    |
| 2       | Linnea Stensils     | 41.245 | FA    |
| 3       | Bridgitte Hartley   | 41.478 |       |
| 4       | Jess Walker         | 41.483 |       |
| 5       | Francisca Laia      | 41.573 |       |
| 6       | Yusmari Mengana     | 41.688 |       |
| 7       | Olivera Moldovan    | 42.123 |       |
| 8       | Ana Paula Vergutz   | 44.362 |       |

Półfinał 2
| Pozycja | Zawodnik               | Czas   | Uwagi |
| ------- | ---------------------- | ------ | ----- |
| 1       | Inna Osypenko-Radomska | 39.803 | FA    |
| 2       | Sarah Guyot            | 40.516 | FA    |
| 3       | Špela Ponomarenko      | 40.797 | FA    |
| 4       | Natasa Douchev-Janics  | 40.962 |       |
| 5       | Zhou Yu                | 41.017 |       |
| 6       | Sabrina Ameghino       | 41.934 |       |
| 7       | Viktoria Schwarz       | 43.072 |       |
| 8       | Henriette Engel Hansen | 43.300 |       |

Półfinał 3
| Pozycja | Zawodnik           | Czas   | Uwagi |
| ------- | ------------------ | ------ | ----- |
| 1       | Lisa Carrington    | 39.561 | FA    |
| 2       | Teresa Portela     | 40.241 | FA    |
| 3       | Inna Klimowa       | 40.381 | FA    |
| 4       | Martina Kholova    | 41.286 |       |
| 5       | Andréanne Langlois | 41.350 |       |
| 6       | Conny Wassmuth     | 41.725 |       |
| 7       | Lasma Liepa        | 41.866 |       |
| 8       | Marina Toribiong   | 48.306 |       |

### Finały

#### Finał B
| Pozycja | Zawodnik              | Czas   | Uwagi |
| ------- | --------------------- | ------ | ----- |
| 1       | Natasa Douchev-Janics | 41.673 |       |
| 2       | Martina Kholova       | 41.787 |       |
| 3       | Zhou Yu               | 41.928 |       |
| 4       | Yusmari Mengana       | 42.036 |       |
| 5       | Bridgitte Hartley     | 42.066 |       |
| 6       | Andréanne Langlois    | 42.099 |       |
| 7       | Jess Walker           | 42.205 |       |
| 8       | Francisca Laia        | 42.695 |       |

#### Finał A
| Pozycja | Zawodnik               | Czas   | Uwagi |
| ------- | ---------------------- | ------ | ----- |
| złoto   | Lisa Carrington        | 39.864 |       |
| srebro  | Marta Walczykiewicz    | 40.279 |       |
| brąz    | Inna Osypenko-Radomska | 40.401 |       |
| 4       | Špela Ponomarenko      | 40.769 |       |
| 5       | Sarah Guyot            | 40.894 |       |
| 6       | Teresa Portela         | 41.053 |       |
| 7       | Linnea Stensils        | 41.293 |       |
| 8       | Inna Klimowa           | 41.521 |       |